# Maxime-Gaël Ngayap Hambou
Maxime-Gaël Ngayap Hambou (22 de junho de 2001) é um judoca francês. Foi medalhista de bronze nos Jogos Olímpicos de Verão de 2024 em Paris.
Ngayap Hambou participou do Campeonato Mundial Júnior de 2021, ganhando uma medalha de bronze na categoria de 90 kg.
No Campeonato Mundial de 2023, Ngayap Hambou ganhou uma medalha de prata no evento por equipe mista após perder para o Japão na final.
Ngayap Hambou conquistou uma medalha de prata no Grand Slam de Astana de 2023, além de medalhas de bronze no Grand Slam de Tbilisi de 2022 e no Grand Slam de Paris de 2024.